# Кузів Роман Васильович
Роман Васильович Кузів (нар. 5 липня 1998, Бучач, Тернопільська область, Україна) — український футболіст, півзахисник. Брат-близнюк футболіста Віталія Кузіва.

## Життєпис

### Характеристика
Роман Кузів — лівий крайній захисник. Дуже талановитий технічний, розумний гравець, який грає на позиції лівого захисника, оскільки є шульгою. Володіє відмінною швидкістю, технікою. Любить підключатися до атаки, вміє передачею (прострілом) знайти гравця своєї команди, поблизу воріт суперника.

### Клубна кар'єра

#### «Скала»
Вихованець футбольної академії «Скала» (Стрий). У чемпіонаті України (ДЮФЛ) виступав саме, за стрийську команду — 51 матч, 1 гол. Перший тренер — Тарас Соломчак. Влітку 2017 року підписав контракт із головною командою, проте до цього вже тривалий час виступав за юнацький колектив в Українській Прем'єр-лізі.
Дебютував за основний склад 15 липня того ж року в матчі другої ліги проти ФК «Тернополя». Всього за «Скалу» провів понад 30 матчів у УПЛ (U-19) та понад 10 у другій лізі.

#### «Буковина»
У березні 2018 року підписав півторарічний контракт із чернівецьким футбольним клубом «Буковина». Дебютував за «Буковину» 1 квітня того ж року в матчі чемпіонату другої ліги України проти ФК «Арсенал-Київщина».
18 липня 2018 року в матчі проти ФК «Калуша», вперше зіграв в кубку України, а 28 липня в матчі проти тернопільської «Ниви» відзначився дебютним голом у професіональній кар'єрі. У липні 2019 року припинив співпрацю з чернівецькою командою.

#### Аматорські команди
З літа 2019 року гравець аматорського клубу «Нива» (Теребовля), який брав участь в чемпіонаті України серед аматорів, а з нового року став гравцем іншого представника аматорського чемпіонату, а саме: «Епіцентр» (Дунаївці).
| Чемпіонат України (Аматорська ліга) |                       |      |      |
| Роки                                | Клуб                  | Ігри | Голи |
| 2019                                | «Нива» (Теребовля)    | 12   | 1    |
| 2020                                | «Епіцентр» (Дунаївці) | 7    | 0    |

#### «Епіцентр»
30 серпня 2020 року дебютував за «Епіцентр» на професіональному рівні в матчі кубка України проти львівських «Карпат».

### Цікаві факти
- Включений у збірну 7-го туру Другої ліги 2018/19 за версією Sportarena.com — позиція правий півзахисник[11].

## Статистика
Станом на 5 грудня 2021 року
| Сезон     | Команда               | Чемпіонат           | Чемпіонат | Чемпіонат | Кубок | Кубок | Кубок |
| Сезон     | Команда               | Змаг.               | Матчі     | Голи      | Змаг. | Матчі | Голи  |
| --------- | --------------------- | ------------------- | --------- | --------- | ----- | ----- | ----- |
| 2015—2016 | «Скала» (Стрий)       | Прем'єр-ліга (U-19) | 18        | 0         | —     | —     | —     |
| 2016—2017 | «Скала» (Стрий)       | Прем'єр-ліга (U-19) | 19        | 0         | —     | —     | —     |
| 2017—2018 | «Скала» (Стрий)       | Друга ліга          | 13        | 0         | —     | —     | —     |
| 2017—2018 | «Буковина» (Чернівці) | Друга ліга          | 10        | 0         | —     | —     | —     |
| 2018—2019 | «Буковина» (Чернівці) | Друга ліга          | 21        | 3         | КУ    | 1     | 0     |
| 2020—2021 | «Епіцентр» (Дунаївці) | Друга ліга          | 23        | 3         | КУ    | 3     | 0     |
| 2021—2022 | «Епіцентр» (Дунаївці) | Друга ліга          | 5         | 0         | КУ    | 0     | 0     |

## Досягнення
Аматорський рівень
- Віце-чемпіон України (1): 2019/20